# Вукичевич, Анте
Анте Вукичевич (хорв. Ante Vukičević; род. 24 февраля 1993, Загреб) — хорватский ватерполист, игрок клуба «Марсель» сборной Хорватии. Серебряный призёр летних Олимпийских игр 2024 года, двукратный чемпион мира 2017 и 2024 годов и чемпион Европы 2022 года.

## Карьера
Анте Вукичевич в 2016 году завершил обучение в университете по направлению юриспруденция. С 2021 по 2024 годы в составе французского ватерпольного клуба «Марсель» четырежды становился чемпионом.
С 2014 года Анте играет в национальной сборной Хорватии. В 2017 году на чемпионате мира в Венгрии в составе сборной стал чемпионом мира. В 2019 году на чемпионате мира в Кванджу в составе Хорватии завоевал бронзовую медаль.
В 2021 году принимал участие в летних Олимпийских играх в Токио, где хорваты заняли итоговое пятое место.
В 2022 году хорваты на чемпионате Европы в Сплите выиграли у Италии 11-10 в полуфинале и обыграли Венгрию 10-9 в финале, став чемпионами Европы, в составе сборной играл Вукичевич.
В январе 2024 года на чемпионате Европы, уступив испанцам со счетом 10:11 в финале, Анте и хорватская сборная завоевали серебряные медали. Месяц спустя на чемпионате мира в Дохе Вукичевич в составе сборной стал чемпионом мира, во второй раз в карьере.
На Олимпийских играх 2024 года в Париже хорваты заняли четвертое место в предварительном раунде. В четвертьфинале обыграли испанцев, а в полуфинале — венгров. В финале встретились с Сербией и уступили 11-13. Анте Вукичевич стал серебряным призёром Олимпийских игр.